# What.CD
What.CD war ein 2007 gegründeter privater BitTorrent-Tracker. Die Website, über die per Filesharing kostenfrei hauptsächlich Musik illegal verfügbar war, wurde im November 2016 nach einem Zugriff durch französische Polizeikräfte geschlossen. What.CD war zu diesem Zeitpunkt die weltweit größte Seite ihrer Art.

## Geschichte
Die Gründung von What.CD im Oktober 2007 schloss sich direkt der Schließung der von 2004 bis 2007 betriebenen BitTorrent-Website Oink’s Pink Palace (OiNK) nach einer gemeinsamen Razzia von niederländischen und britischen Ermittlungsbehörden an. 2008 widersetzte sich der damalige Webhoster Moxie Colo der Aufforderung der kanadischen Interessenvertretung der Musikindustrie, der Canadian Recording Industry Association, What.CD und verschiedene andere BitTorrent-Tracker vom Netz zu nehmen.
Ende 2008 schloss What.CD mit dem Indie-Label Open Your Eyes Records eine Partnerschaft ab. Das Musiklabel veröffentlichte seine Alben künftig bevorzugt über den Tracker. Durch die Verbreitung über das Peer-to-Peer-Netzwerk sollte die Menge der Fans gesteigert werden.
Am 12. August 2009 wurde der bis dahin unveröffentlichte Radiohead-Song These Are My Twisted Words auf What.CD hochgeladen. Es wurde spekuliert, dass das Stück nach dem Pay-what-you-want-Album In Rainbows von der Band selbst verfügbar gemacht worden war. Eine der Torrent-Datei beigefügte ASCII-Art deutete auf den 17. August hin; ab diesem Tag konnte der Song kostenlos von der Bandwebsite heruntergeladen werden.
Im gleichen Jahr wurde das von Microsoft hergestellte Forensik-Tool COFEE auf What.CD geleakt. Nach Einschätzung der möglichen Konsequenzen für die Website und ihre Nutzer entschieden sich die Administratoren dafür, COFEE zu löschen und nicht weiter zu verbreiten.
CNET berichtete 2010 von einem auf What.CD aktiven Teenager, der sich unter Vortäuschung der falschen Identität eines australischen Musikkritikers Zugang zu einer Website verschafft hatte, über die die Musikindustrie neue Musik für Radiostationen verfügbar machte. So kam es zu einer Reihe von Uploads unveröffentlichter Studioalben, darunter von The Black Keys, Macy Gray, The Gaslight Anthem und Hole.
Gegen Ende des Jahres 2010 wurde auf What.CD die Marke von einer Million hochgeladener Torrents – und damit das Vierfache dessen, was auf OiNK verfügbar war – erreicht, ein Rekord für einen privaten BitTorrent-Tracker.
Im August 2013 rief What.CD auf der Website aktive Künstler, so genannte Vanity House artists, zu einem Wettbewerb auf. Eingereichte Musikstücke mussten unter freie Creative-Commons-Lizenz gestellt werden und nach Auswahl der besten Songs wurden diese ein knappes Jahr später im Rahmen einer This CD, The First genannten Compilation über den seiteneigenen Webshop veröffentlicht.
Am 28. November 2013 lud ein Benutzer unter dem Titel Three Stories Scans von drei unveröffentlichten Geschichten J. D. Salingers hoch. Als Herkunftsort gelten die Princeton University und die University of Texas at Austin. Auch in diesem Fall entschlossen sich die Entscheidungsträger von What.CD dazu, den Upload aufgrund des unerwünschten großen Medienechos wieder zu löschen. Der 2010 verstorbene Salinger hatte den Universitäten die Geschichten unter der Bedingung überlassen, dass sie erst 50 Jahre nach seinem Tod der Öffentlichkeit zugänglich gemacht werden dürfen.
Ab Anfang 2014 war What.CD längere Zeit das Ziel einer schweren DDoS-Attacke, was zu immer wiederkehrender Downtime und Funktionseinschränkungen der Seite führte.

Meldung auf der Startseite von What.CD nach dem behördlichen Zugriff am 17. November 2016: … So long, and thanks for all the fish.

Am 17. November 2016 kam es nach durch die französische Verwertungsgesellschaft SACEM initiierten zweijährigen Ermittlungen gegen die Betreiber von What.CD zur Beschlagnahmung mindestens eines Dutzends Server durch eine Cybercrime-Einheit im nördlichen Frankreich. What.CD verkündete über verschiedene Kanäle sein endgültiges Aus und schloss wie schon zuvor OiNK mit den Worten So long, and thanks for all the fish aus Douglas Adams’ Roman Per Anhalter durch die Galaxis. What.CD listete zu diesem Zeitpunkt mehr als 2,5 Millionen verfügbarer Torrents, darunter knapp 900.000 so genannte „perfekte“ Kopien im verlustfreien FLAC-Format. Über den Twitterkanal der Website wurde kurz darauf vermeldet, Berichte, bei der Razzia seien Datenbanken und damit auch Benutzerdaten sichergestellt worden, entsprächen nicht der Wahrheit. Man habe die Systeme noch vor dem Zugriff der Behörden abgeschaltet. Nach dem hauptverantwortlichen Betreiber von What.CD wird gefahndet, er wird im Vereinigten Königreich vermutet.

## Angebot und Rezeption
Zugang zu What.CD erhielt man nur auf persönliche Einladung durch einen schon aktiven Benutzer oder nach Absolvierung eines Interview genannten Tests. Um den Eingangstest erfolgreich zu bestehen, gab es eigens eine unter der Domain www.whatinterviewprep.com geführte Website mit benötigten Informationen rund um beispielsweise Audioformate, so genanntes Transkodieren und das Rippen von CDs.
Über What.CD waren Hörbücher, E-Books, Comics und Anwendungssoftware verfügbar. Der Schwerpunkt der Seite lag jedoch auf Musiktorrents. Neben dem Gros an illegal verfügbaren Inhalten war insbesondere auch eine Vielzahl an Independent-Künstlern selbst auf What.CD aktiv, um seine Musik zu verbreiten.
VICE schrieb über What.CD als „mythischen Ort“, der unter anderem für sein gewaltiges Angebot und sein strikt durchgesetztes Regelwerk gelobt wurde. Die umfangreiche Datenbank wurde von den engagierten Benutzern bisweilen mit zwanghafter Akribie gepflegt. Es sei nie oberstes Ziel von What.CD gewesen, Musikpiraterie zu befördern, sondern vielmehr ein allumfassendes Archiv zu erstellen. Insbesondere Veröffentlichungen fernab des Mainstreams hoben What.CD dabei von ähnlichen Websites ab. Hunderte Out-of-print- wie auch im Eigenvertrieb oder in Kleinstauflage erschienene Titel seien erst auf das Betreiben von What.CD hin erstmals digitalisiert worden. What.CD galt der Neuen Zürcher Zeitung zufolge als „eines der am besten bestückten Angebote [seiner] Art“, Gizmodo bezeichnete es als das womöglich bedeutendste und umfangreichste Archiv von Musikaufnahmen in der Geschichte der Menschheit.
Die SACEM geht von einem der Musikindustrie durch What.CD entstandenen Schaden in Höhe von 41 Millionen € aus.

## Technik
Ab August 2008 lief What.CD auf dem selbst programmierten Webframework Gazelle als Front-End, das deutlich schneller und flexibler als andere verbreitete Software im Bereich der BitTorrent-Tracker war. Der auf PHP, JavaScript und MySQL basierende Softwarecode wurde unter eine modifizierte GPL-Lizenz gestellt, was dazu führte, dass Gazelle insbesondere auch auf anderen BitTorrent-Websites zum Einsatz kam.
Im September 2010 wurde nach dreijähriger Entwicklungsarbeit mit dem Back-End Ocelot auf eine ebenso komplett neu programmierte und hocheffiziente Tracker-Software umgestellt, um die zu diesem Zeitpunkt bis zu 5 Millionen Peers handhaben zu können. Die Masse an Anfragen hatte das zuvor eingesetzte und weitverbreitete XBTT an seine Grenzen gebracht und der Versuch einer Optimierung des bestehenden Codes war gescheitert. Auch das in C++ geschriebene Ocelot wurde als Open Source kostenfrei verfügbar gemacht.